# Berthold Wittich
Berthold Wittich (* 18. Oktober 1933 in Heringen; † 19. April 2025 in Ludwigsau) war ein deutscher Politiker (SPD). Er war von 1987 bis 1998 für drei Wahlperioden Abgeordneter im Deutschen Bundestag.

## Leben
Wittich besuchte ein Realgymnasium in Heringen und absolvierte nach dem Abitur 1954 ein Studium an der Universität Marburg und der Pädagogischen Hochschule Darmstadt. Er arbeitete nach dem Studium als Lehrer an einer Volksschule in Mecklar und einer Mittelpunktschule in Ludwigsau. Wittich wurde Mitglied der Gewerkschaft Erziehung und Wissenschaft und war für zwölf Jahre im Kreisvorstand sowie Verbindungsmann zum DGB. Er war im Vorstand der Arbeitsgemeinschaft für Arbeit der SPD und im DGB-Kreisausschuss.

## Politik
Wittich trat im Jahr 1956 in die SPD ein und war eine Zeit lang Vorsitzender im Ortsverein Friedlos/Reilos. Von 1977 bis 1989 hatte er ein Mandat im Kreistag des Landkreises Hersfeld-Rotenburg und war dort schulpolitischer Sprecher der SPD-Fraktion. Wittich war von 1987 bis 1998 in der elften bis dreizehnten Wahlperiode Abgeordneter im Deutschen Bundestag und vertrat dort, durch ein Direktmandat gewählt, den Wahlkreis 128 (Hersfeld). Er war in der elften Wahlperiode ordentliches Mitglied des Ausschusses für Ernährung, Landwirtschaft und Forsten und außerdem im Ausschuss für Jugend, Familie und Gesundheit. In seinen letzten beiden Wahlperioden war er jeweils ordentliches Mitglied des Ausschusses für Verkehr.